# إسكي شهر (محافظة)
محافظة إسكي شهر هي إحدى محافظات تركيا، وتقع في شمال غرب تركيا وعاصمتها مدينة إسكي شهر.
تبلغ مساحتها 13.925 كم2 ويبلغ عدد سكانها 898.369 نسمة  كما يبلغ معدل الكثافة السكانية بها 65 نسمة/كم2. وذلك بحسب آخر صادر من معهد الإحصاء التركي في بداية عام 2022

## توأمة
لإسكي شهر (محافظة) اتفاقيات توأمة مع:
- فرانكفورت